# Місцеве самоврядування (газета)
«Місцеве самоврядування» — щомісячна всеукраїнська газета для фахівців органів місцевого самоврядування. Виходить з 2009 року в Харкові українською мовою накладом 5300 примірників. Видавець — Видавничий будинок «Фактор». Передплатний індекс — 37926. Газета декларує свою політичну незаангажованість та нейтральність.

## Тематика
Газета декларує себе, як аналітичне видання для працівників органів місцевого самоврядування. Заявлена тематика включає:
- зміни в законодавстві та його застосування в діяльності органів місцевого самоврядування.
- консультації з питань трудового, господарського, цивільного та адміністративного права, житлового, земельного та екологічного законодавства.
- роз'яснення бюджетного процесу й управління фінансами.
- використання управлінських технологій.
- відповіді на запитання читачів, досвід колег з інших областей України.

Головний редактор — Брусенцова Я. В.
До публікацій залучаються:
- керівники й фахівці органів місцевого самоврядування й органів державної виконавчої влади всіх рівнів;
- фахівці: економісти, фінансисти, юристи, бухгалтери, керівники;
- представники Асоціації міст України й громад, а також Асоціації сільських і селищних рад.

## Передплата
Передплатні індекси:
- українською мовою — 37926